# Frontera entre Colombia y República Dominicana
La frontera entre Colombia y la República Dominicana es un límite internacional marítimo que discurre por en el mar Caribe, está definido por el tratado Liévano-Jiménez, firmado el 13 de enero de 1978 en Santo Domingo por los ministros de asuntos exteriores de ambos países, Indalecio Liévano Aguirre por Colombia y Ramón Emilio Jiménez por la República Dominicana, y aprobado por el Congreso de la República de Colombia el 12 de diciembre de 1978 a través de la ley n.º 38. Este acuerdo establece la existencia de una Zona de Investigación Científica y Explotación Pesquera Común, en la cual cada país tiene derechos de pesca y de investigaciones relativas a los recursos vivos.
La frontera entre ambos países está definida por el principio de la línea media, cuyos puntos son equidistantes a los más próximos de las líneas de base, a partir de las cuales se mide la anchura del mar territorial de cada estado. La delimitación consiste en 2 tramos:
- Desde el punto de coordenadas 15°02′00″N 73°27′30″O / 15.03333, -73.45833, donde termina el límite con Haití, hasta el punto 15°00′40″N 71°40′30″O / 15.01111, -71.67500. Ambos puntos enmarcan el Área de Pesca Común.
- A partir del punto anterior se traza una recta hasta las coordenadas 15°18′00″N 69°29′30″O / 15.30000, -69.49167. Debido a la imposibilidad de un acuerdo sobre áreas marinas entre Colombia y Venezuela, este tramo se le denomina "Proyección" ya que este último país siguiendo los pasos de Colombia firmó un tratado el 3 de marzo de 1979, cuyo trazado se sobrepone sobre el límite colombo-dominicano.